# Isparta (province)
Pour la ville, voir Isparta.
La province d’Isparta (turc: Isparta) est une des 81 provinces (en turc : il, au singulier, et iller au pluriel) de la Turquie.
Sa préfecture (en turc : valiliği) se trouve dans la ville éponyme d’Isparta.

## Géographie
Sa superficie est de 8 993 km2.

## Population
Au recensement de 2000, la province était peuplée d'environ 434 771 habitants, soit une densité de population d'environ 48 hab./km2.
| 2000    | 2001    | 2002    | 2003    | 2004    | 2005    | 2006    | 2007    | 2008    |
| ------- | ------- | ------- | ------- | ------- | ------- | ------- | ------- | ------- |
| 418 507 | 419 307 | 419 505 | 419 502 | 419 601 | 419 758 | 419 905 | 419 845 | 407 463 |

| 2009    | 2010    | 2011    | 2012    | 2013    | 2014    | 2015    | 2016    | 2017    |
| ------- | ------- | ------- | ------- | ------- | ------- | ------- | ------- | ------- |
| 420 796 | 448 298 | 411 245 | 416 663 | 417 774 | 418 780 | 421 766 | 427 324 | 433 830 |

| 2018    | 2019    | 2020    | 2021    | 2022    | 2023    | - | - | - |
| ------- | ------- | ------- | ------- | ------- | ------- | - | - | - |
| 441 412 | 444 914 | 440 304 | 445 678 | 445 325 | 449 777 | - | - | - |

## Administration
La province est administrée par un préfet (en turc : vali).

## Subdivisions
La province est divisée en 13 districts (en turc : ilçe, au singulier, et ilçeler au pluriel).